# 国民進軍歌

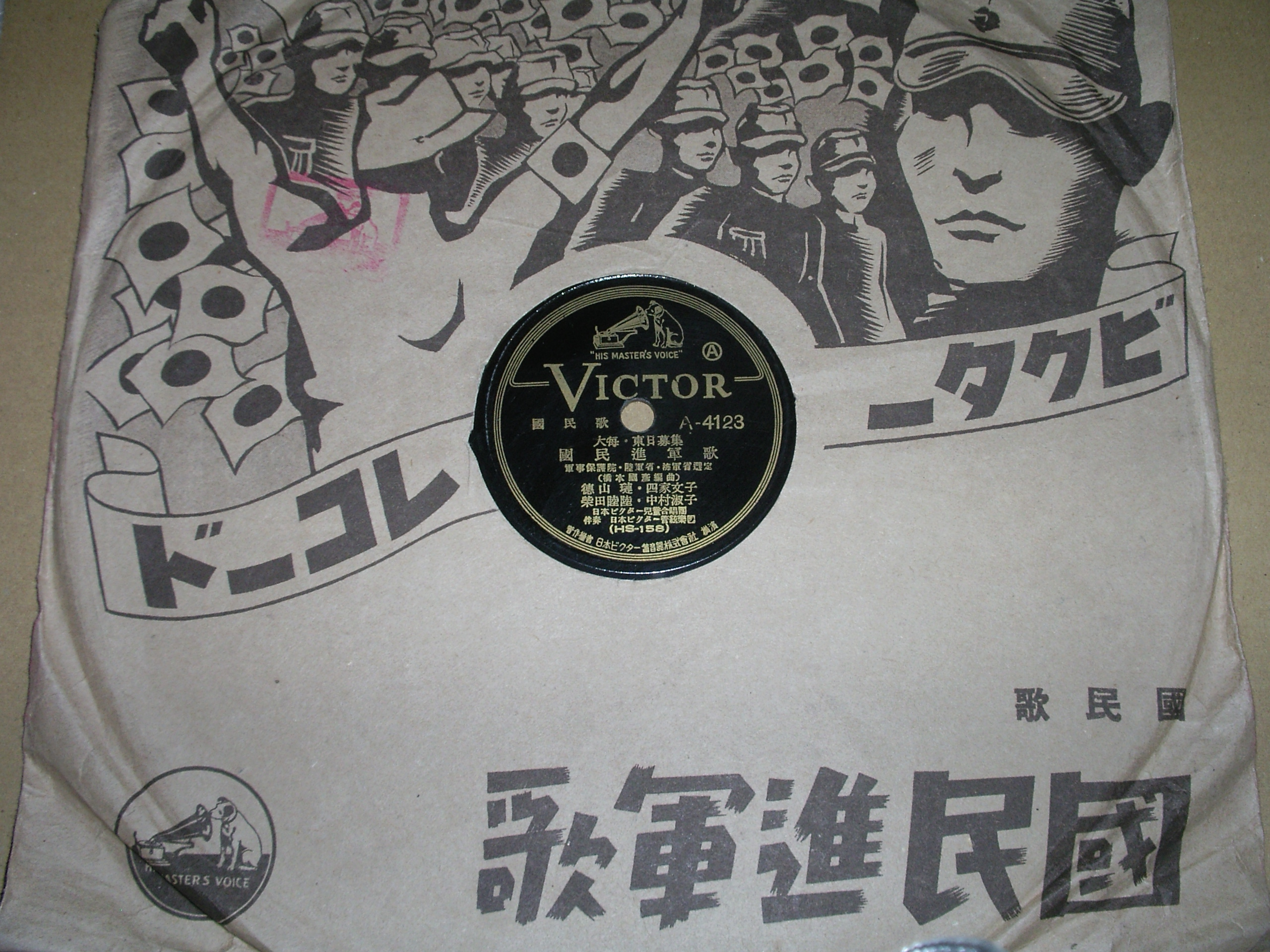
ジャケットとレーベル

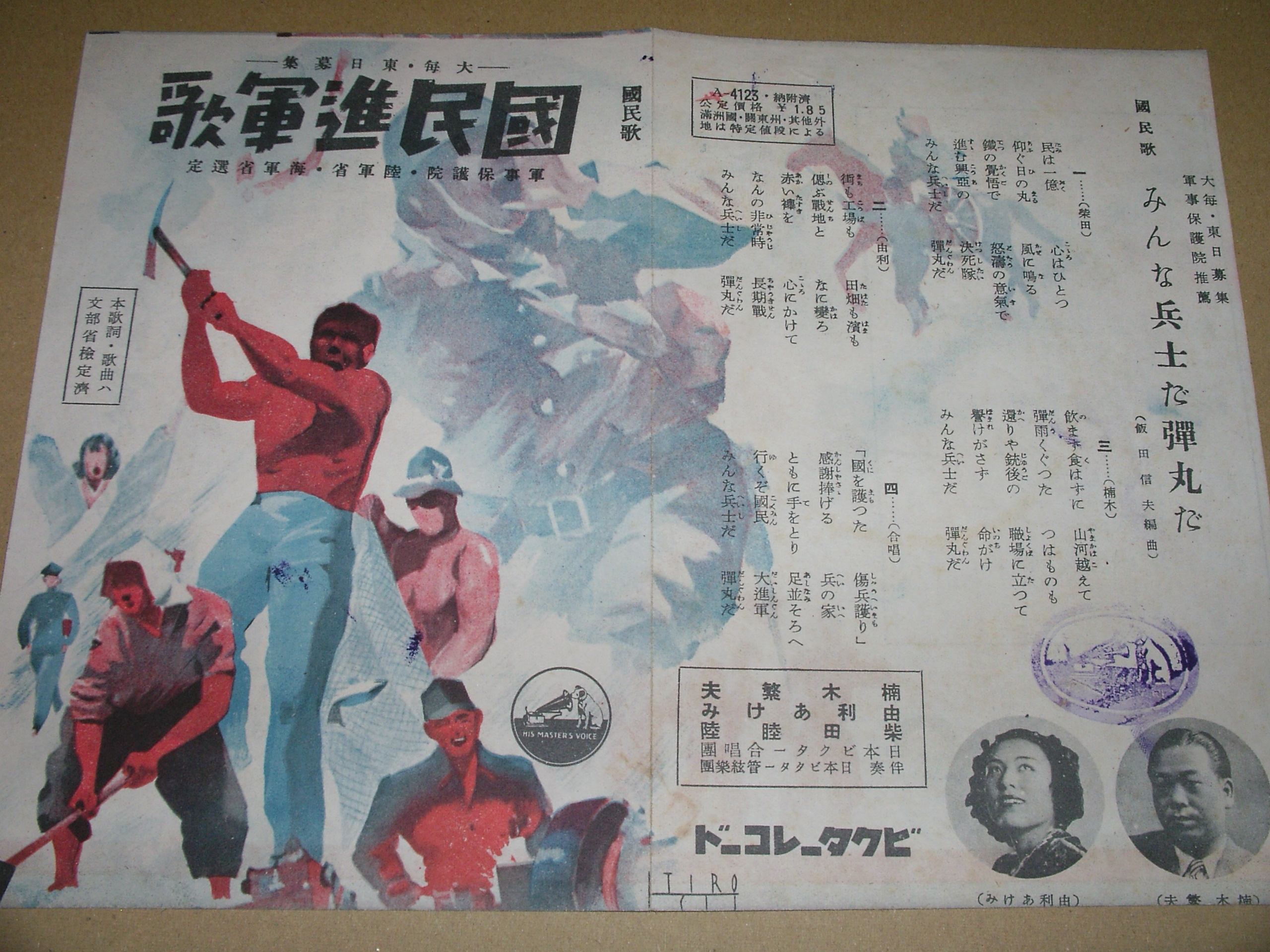
歌詞カード1

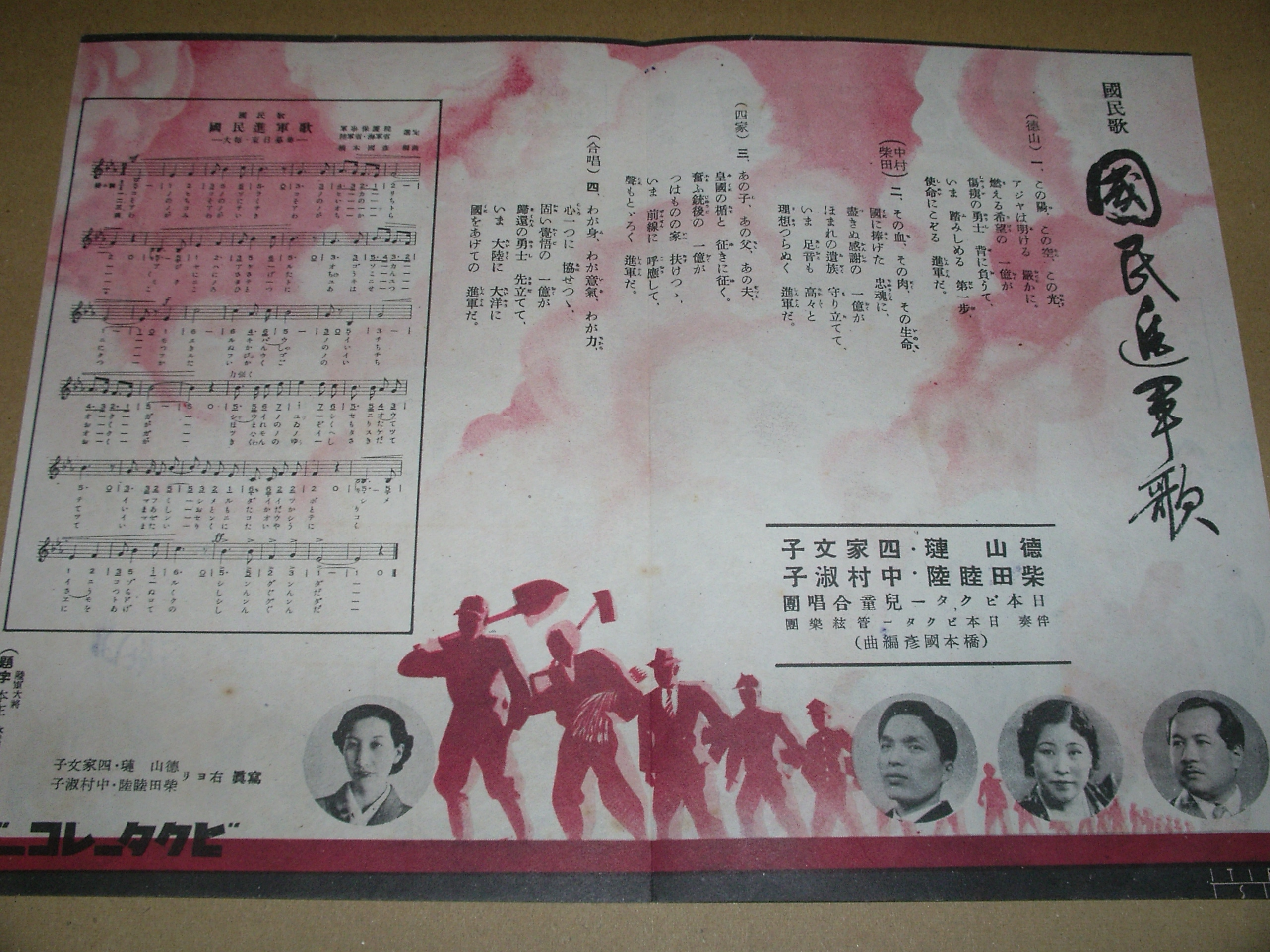
歌詞カード2

国民進軍歌（こくみんしんぐんか、旧字体：國民進󠄁軍歌）は、1940年（昭和15年）にビクターレコードから発売された軍歌。旧レコード番号A－4123。B面は「みんな兵士だ弾丸だ」（編曲橋本国彦）。軍事保護院、陸軍省、海軍省選定歌。

## 製作
1940年（昭和15年）、大阪毎日新聞、東京日日新聞は、国民に蹶起を呼びかける歌の懸賞公募を行った。1940年（昭和15年）6月1日から20日にかけて募集され、2万2792通の応募の中から、尼崎で鉄道員をしていた下泰（本名：光元篤之介）の詞が選ばれ、同年7月1日に発表された。作曲も3926通の応募の中から岡山市の学校教員松田洋平の曲が選ばれ、同年8月15日に発表された。吹き込みは、A面「国民進軍歌」徳山璉、四家文子、柴田睦陸、中村淑子、B面「みんな兵士だ弾丸だ」楠木繁夫、柴田睦陸、由利あけみによって吹き込まれた。なお、1942年（昭和17年）には、同じく軍事保護院の選定で、「少国民進軍歌」（歌：霧島昇）という歌が制作されている。
また、海軍軍楽隊の斉藤丑松がこの曲をトリオに入れた行進曲「国民進軍歌」を作曲している。

## 高校野球入場行進曲
この曲は翌年の選抜高等学校野球大会入場行進曲に選ばれている。　